# خوسيه لويس أورتيز
خوسيه لويس أورتيز (بالإسبانية: José Luis Ortíz) (17 نوفمبر 1985 بسانتا كروز دي لا سييرا في بوليفيا - ) هو مدرب كرة قدم ولاعب كرة قدم بوليفي في مركز الوسط. شارك مع منتخب بوليفيا تحت 20 سنة لكرة القدم ومنتخب بوليفيا لكرة القدم. أما مع النوادي، فقد لعب مع بايرن ميونخ الثاني ومونتيفيديو واندررز ونادي ساربروكن وNK Nafta Lendava ‏ وأورينتي بيتروليرو.

## وصلات خارجية
- خوسيه لويس أورتيز على موقع الاتحاد الدولي (مؤرشف)  (الإنجليزية)
- خوسيه لويس أورتيز على موقع قاعدة بيانات كرة القدم.إي يو (الإنجليزية)
- خوسيه لويس أورتيز على موقع بيانات كرة القدم. دي إي (الألمانية)
- خوسيه لويس أورتيز على موقع عالم كرة القدم.نت (الإنجليزية)